# District des Savanes
Pour les articles homonymes, voir Région des Savanes et Savane (homonymie).
Le district des Savanes (anciennement la région des Savanes, depuis 2011 à la suite du nouveau découpage administratif, la région ayant été supprimée en 2014) se situe au nord de la Côte d'Ivoire, proche du Mali et du Burkina Faso. Il a une superficie de 40 323 km2 et une population estimée à 2 159 434 habitants en 2021. Son chef-lieu est la ville de Korhogo. Il y règne un climat chaud et sec avec l'Harmattan en janvier et février.
Il est peuplé pour l'essentiel de Malinkés et de Sénoufos avec également une minorité de bergers Peuls. Il jouxte le district du Denguélé dont la ville principale est Odienné ainsi que le Mali et le Burkina Faso.
La richesse de la région est essentiellement agricole, notamment par la production de coton, destinée à l'exportation.

## Démographie
| 1988    | 1998    | 2014      | 2021      |
| ------- | ------- | --------- | --------- |
| 745 816 | 929 673 | 1 607 497 | 2 159 434 |

## Départements et sous-préfectures
- Korhogo
  - Sirasso
  - Niofoin
  - Boron
  - Kanoroba
  - Sinématiali
- Boundiali
  - Ganaoni
  - Kasséré
  - Siempurgo
- Kouto
  - Blességué
  - Gbon
  - Kolia
  - Sianhala
- Tchologo
  - Ferkessédougou
  - Togoniéré
- Ouangolodougou
- Tingréla
  - Kanakono